# Alma Pérez Parrado
Alma María Pérez Parrado (21 de diciembre de 2001) es una deportista española que compite en taekwondo.
En los Juegos Europeos de Cracovia 2023 consiguió una medalla de plata en la categoría de –53 kg. Ganó una medalla de plata en el Campeonato Europeo de Taekwondo de 2022.

## Palmarés internacional
| Juegos Europeos    | Juegos Europeos          | Juegos Europeos  | Juegos Europeos |
| Año                | Lugar                    | Medalla          | Categoría       |
| ------------------ | ------------------------ | ---------------- | --------------- |
| 2023               | Krynica-Zdrój (Polonia)  | Medalla de plata | –53 kg          |
| Campeonato Europeo |                          |                  |                 |
| Año                | Lugar                    | Medalla          | Categoría       |
| 2022               | Mánchester (Reino Unido) | Medalla de plata | –53 kg          |